# Деніел Карлтон Гайдушек
Де́ніел Ка́рлтон Гайдушек (англ. Daniel Carleton Gajdusek, також Гайдашек; 9 вересня 1923, Йонкерс, Нью Йорк — 12 грудня 2008, Тромсе, Норвегія) — американський педіатр і вірусолог, лауреат Нобелівської премії з фізіології і медицини 1976 року, «за відкриття, що стосуються нових механізмів походження і поширення інфекційних захворювань», яку він розділив разом з Барухом Бламбергом.

## Наукові дослідження
У 1950-х роках Гайдушек розкрив інфекційну природу пріонного захворювання куру, поширеного у той час серед жителів Нової Гвінеї племені форе. Живучи довгий час серед аборигенів племені і вивчаючи цю хворобу, він зв'язав появу захворювання з традицією канібалізму — поїдання мозку померлих. Він вважав, що куру спричинюють «латентні віруси». Проте, пізніше з'ясувалося, що інфекційний агент куру — пріон, тобто нормальний білок організму, що проявляє патогенні властивості у зв'язку зі зміною своєї конформації.